# V.League Top Match 2009 (femminile)
Il V.League Top Match di pallavolo femminile 2009 si è svolto dal 18 al 19 aprile 2009: al torneo hanno partecipato due squadre di club giapponesi e due squadre di club sudcoreane; la vittoria finale è andata per la prima volta alle Pink Spiders.

## Regolamento
La competizione prevede che vi prendano parte 4 squadre: 2 provenienti dalla V-League sudcoreana e due provenienti dalla V.Premier League giapponese. È previsto un round-robin nel quale però non si scontrano le formazioni provenienti dallo stesso campionato. Ogni vittoria vale un punto. Vince la squadra che ottiene più vittorie, ma, in caso di arrivo a pari punti, viene preso in considerazione prima il quoziente punti e poi, eventualmente, il quoziente set.

## Partecipanti
- GS Caltex Seoul
- Hisamitsu Springs
- Pink Spiders
- Toray Arrows

## Torneo

### Risultati
| 18 aprile 2009 Perle Gymnasium, Gwangju Durata: 1h:41 - Spettatori: 1 548 | Pink Spiders    | 3 - 1 | Hisamitsu Springs | 25-23, 25-17, 22-25, 25-21       |
| 18 aprile 2009 Perle Gymnasium, Gwangju Durata: 1h:09 - Spettatori: 2 570 | GS Caltex Seoul | 3 - 0 | Toray Arrows      | 27-25, 25-20, 25-18              |
| 19 aprile 2009 Perle Gymnasium, Gwangju Durata: 1h:44 - Spettatori: 3 550 | GS Caltex Seoul | 2 - 3 | Hisamitsu Springs | 25-23, 15-25, 21-25, 25-18, 9-15 |
| 19 aprile 2009 Perle Gymnasium, Gwangju Durata: 1h:40 - Spettatori: 3 652 | Pink Spiders    | 1 - 3 | Toray Arrows      | 27-25, 25-23, 23-25, 23-25       |

### Classifica
| Pos. | Squadra           | Pt | G | V | P | SV | SP | Ratio | PF  | PS  | Ratio |
| ---- | ----------------- | -- | - | - | - | -- | -- | ----- | --- | --- | ----- |
| 1.   | Pink Spiders      | 1  | 2 | 1 | 1 | 4  | 4  | 1.000 | 195 | 188 | 1.037 |
| 2.   | GS Caltex Seoul   | 1  | 2 | 1 | 1 | 5  | 3  | 1.666 | 172 | 169 | 1.017 |
| 3.   | Hisamitsu Springs | 1  | 2 | 1 | 1 | 4  | 5  | 0.800 | 192 | 192 | 1.000 |
| 4.   | Toray Arrows      | 1  | 2 | 1 | 1 | 3  | 4  | 0.750 | 165 | 175 | 0.942 |

## Premi individuali
| Premio                 | Giocatrice     | Squadra      |
| ---------------------- | -------------- | ------------ |
| MVP                    | Kim Yeon-koung | Pink Spiders |
| Most Impressive Player | Saori Kimura   | Toray Arrows |